# Gerlachovský štít
Vous lisez un « bon article » labellisé en 2011.  Il fait partie d'un « bon thème ».
Le Gerlachovský štít (), parfois Gerlach ou pic Gerlach en français, culmine à 2 654 mètres d'altitude ce qui en fait le point culminant de la Slovaquie, de la chaîne des Tatras et de toutes les Carpates. Il était le point culminant de la Hongrie jusqu'à la fin de la Première Guerre mondiale et celui de la Tchécoslovaquie jusqu'en 1992.
Longtemps considéré par erreur comme une montagne de taille moyenne du massif des Hautes Tatras, il a pris une grande importance depuis les mesures par triangulation du début du XIXe siècle qui ont établi sa prédominance au point de changer six fois de nom, dont quatre différents, au cours des XIXe et XXe siècles. D'aspect pyramidal, marqué par un important cirque, il a été gravi pour la première fois en 1834.
Il est protégé au sein du parc national slovaque des Tatras et son ascension est relativement difficile.

## Toponymie
Gerlachovský štít signifie « pic de Gerlachov », un village situé au sud-est. Il est familièrement surnommé Gerlach en slovaque. C'est également le nom officiellement employé en Pologne, où il est aussi orthographié Gierlach ; il est surnommé Girlach ou Garłuch en polonais,.
Le sommet est mentionné pour la première fois sur une carte en 1762 sous le nom de Kösselberg, la « montagne du chaudron », par des Allemands des Carpates du comitat de Spiš. En 1821 apparaît pour la première fois un nom slovaque pour la montagne : Kotol, signifiant également « chaudron ». Ces deux toponymes font allusion à la forme du cirque formé par la montagne.
Au cours du XIXe siècle, le nom slovaque actuel est de plus en plus employé dans les guides touristiques et les publications en général, liant la montagne au village situé à ses pieds. Il fait écho à la plus ancienne référence indifférenciée connue aux sommets sur ou à proximité du territoire municipal de Gerlachov, sur un croquis des Hautes Tatras datant de 1717, à savoir Gerlachfalvenses montes, un nom latin avec des influences hongroises signifiant « montagnes du village de Gerlachov ». Il est également proche du nom allemand Gerlsdorfer Spitze (« pointe Gerlachov ») employé par la première personne l'ayant identifié comme le point culminant des Tatras en 1838, puis traduit par Gerlachovský chochol (« crête de Gerlach ») dans une version en slovaque de son rapport en 1851. Par la suite, plusieurs montagnes des Hautes Tatras ont acquis leur nom des villages situés sur leur piémont.

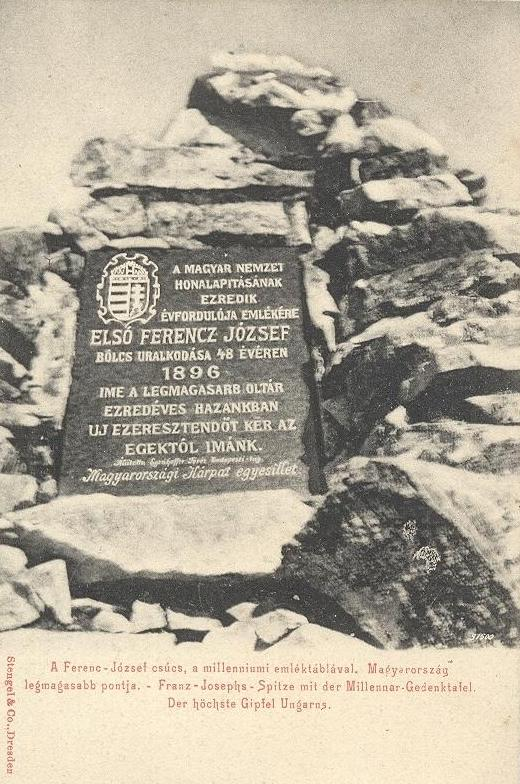
Plaque commémorative (en hongrois) en l'honneur du roi François-Joseph placée au sommet en 1896.

Une fois la confirmation reçue qu'il est bien le plus haut sommet de la région, les autorités qui acquièrent successivement son contrôle voient un intérêt symbolique dans son appellation et la changent périodiquement. Ainsi, en 1896, en tant que territoire de l'Empire austro-hongrois, le plus haut sommet des Carpates reçoit son premier nom officiel, de la part d'un gouvernement, en l'honneur de l'empereur et roi François-Joseph Ier. Quoi qu'il en soit, après la dissolution de la double monarchie en 1918, la montagne continue à être simplement appelée Gerlachovský štít. Le gouvernement polonais, revendiquant le rattachement de l'ensemble des Hautes Tatras à son nouvel État reconstitué, baptise la montagne Szczyt Polski (« pic de Pologne ») mais n'obtient pas son contrôle. En 1923, le nouveau gouvernement tchécoslovaque change son nom en Štít legionárov (« pic des légionnaires »), en hommage aux Légions tchécoslovaques, mais il est abandonné en 1932 en faveur du précédent, toujours ancré dans les usages. Après le Coup de Prague, mené par le parti communiste tchécoslovaque, en 1948, le sommet est une nouvelle fois rebaptisé et prend le nom de Stalinov štít (« pic Staline ») en 1949. Il ne retrouve le traditionnel Gerlachovský štít qu'une décennie plus tard, nom qui reste inchangé depuis.

## Géographie

### Situation, topographie

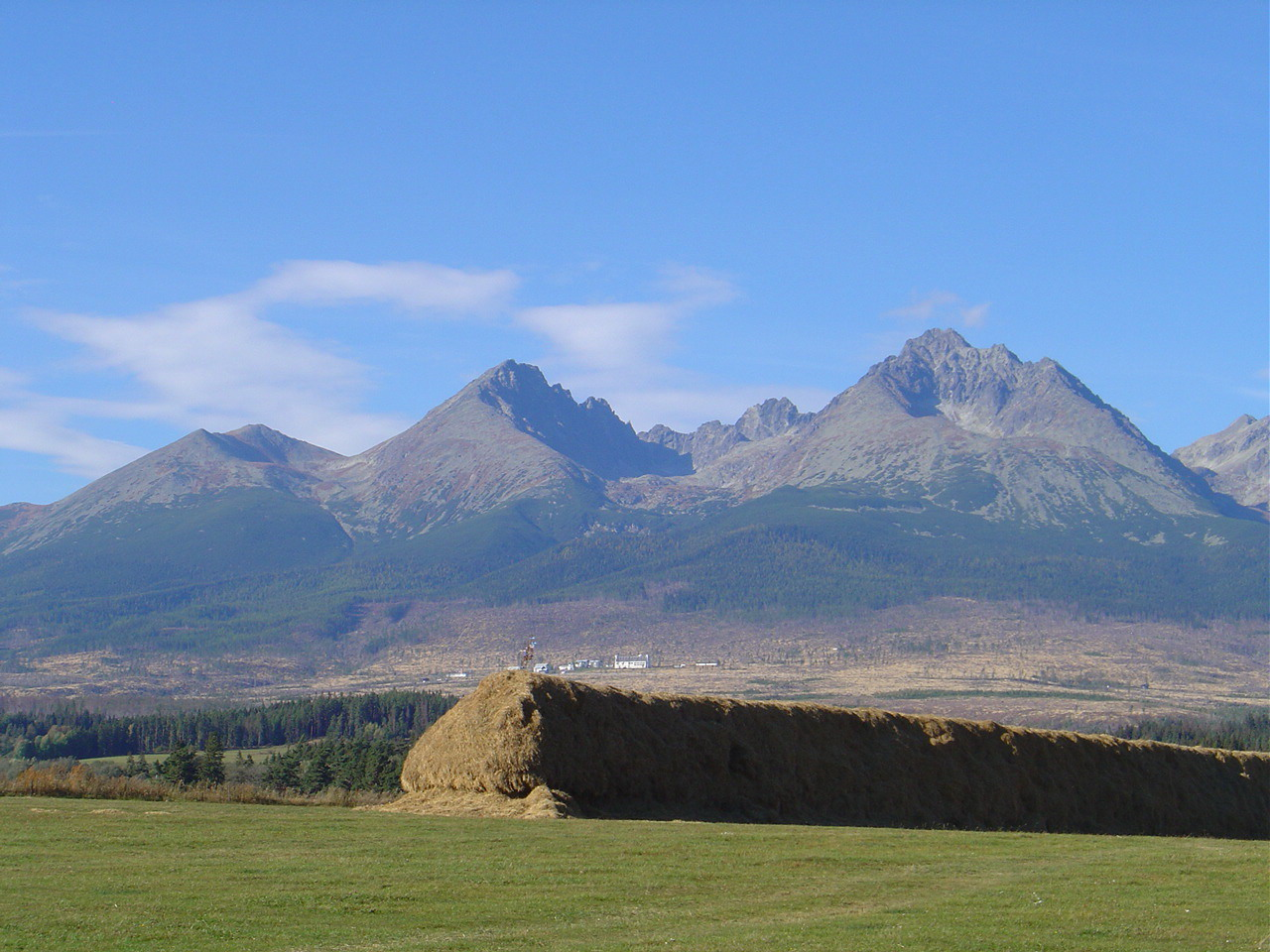
Vue du Gerlachovský štít et de son vaste cirque naturel depuis le sud.

Le Gerlachovský štít est situé dans le Centre-Nord de la Slovaquie, dans l'Ouest du district de Poprad, à 90 kilomètres au nord-ouest de la deuxième ville du pays, Košice, et 250 kilomètres au nord-est de la capitale Bratislava. La frontière polonaise passe à 3,5 kilomètres au nord-ouest et Cracovie se trouve à 100 kilomètres au nord. Le sommet s'élève à 2 654 mètres d'altitude dans les Hautes Tatras, dans le massif des Tatras de la chaîne des Carpates, dont il constitue le point culminant, comme celui de la Slovaquie. Plus au nord en Europe, on ne trouve aucune autre montagne ayant une altitude supérieure.
La montagne forme un vaste cirque naturel en forme de chaudron. Un de ses pics secondaires, le Gerlachovská veža, qui culmine à 2 642 mètres d'altitude, est parfois considéré comme le second sommet du massif.

Animation représentant le Gerlachovský štít en trois dimensions.

La vue s'étend depuis le sommet sur de nombreuses autres montagnes des Hautes Tatras, du Kriváň à l'ouest au Lomnický štít à l'est en passant par le Široká au nord. Plus loin au sud s'élèvent les Basses Tatras et à l'est une partie des Belianske Tatras. Il est parfois possible d'apercevoir, en particulier à l'automne et en hiver, les Stolické vrchy, les Volovské vrchy, la région du parc national du Paradis slovaque et le Branisko. Exceptionnellement, les Alpes autrichiennes et les monts des Géants, à plusieurs centaines de kilomètres de là, peuvent aussi être aperçues. La vue est partiellement bloquée à l'ouest par la longue crête de Končistá ; au nord et au sud, certaines vallées sont masquées par le Gerlachovský štít lui-même.

### Géologie
La montagne possède un relief rocheux alpin constitué de granodiorite appartenant à l'unité géologique Tatricum. Cette unité géologique est présente sur toute la partie méridionale du massif des Hautes Tatras et provient de sédiments préalpins du début du Paléozoïque au Mésozoïque. Des dépôts d'érosion du Pléistocène et de l'Holocène sont présents dans les vallées. Ces sédiments sont en alternance de type alluviaux et glaciaires en fonction des cycles climatiques.

### Climat
Le gradient thermique adiabatique entre les stations de sports d'hiver des Tatras, situées entre 900 et 1 950 mètres d'altitude, et le sommet peut être important. Si, en altitude, les masses d'air froides peuvent se réchauffer rapidement avec l'ensoleillement sous un ciel dégagé, la température peut aussi chuter lorsque les nuages font leur apparition. Ceci, combiné à un vent violent, peut considérablement gêner les randonneurs, même sans précipitations pluvieuses ni neigeuses. Le sommet disparaît dans les nuages pendant plusieurs minutes voire plusieurs heures presque tous les jours. En été, la visibilité ne dépasse généralement pas dix kilomètres au cours de l'après-midi ; à l'automne et en hiver, elle peut porter plus fréquemment au-delà de cinquante kilomètres.
Durant l'été, l'aube est généralement ensoleillée ; la montagne se couvre en fin de matinée et des orages peuvent éclater au cours de l'après-midi. Le risque de précipitations est faible entre 9 et 10 heures et fort entre 14 et 15 heures, avec un retour à la normale après 18 heures. La fréquence des éclairs au sommet et sur ses crêtes les plus élevées est légèrement plus élevée qu'en plaine.
| Mois                            | jan. | fév. | mars | avril | mai | juin | jui. | août | sep. | oct. | nov. | déc. | année |
| ------------------------------- | ---- | ---- | ---- | ----- | --- | ---- | ---- | ---- | ---- | ---- | ---- | ---- | ----- |
| Température moyenne (°C)        | −11  | −11  | −8   | −5    | 0   | 3    | 5    | 5    | 2    | −1   | −6   | −9   | −3    |
| Nombre de jours avec gel        | 19   | 15   | 16   | 16    | 13  | 5    | 4    | 5    | 10   | 11   | 17   | 19   | 150   |
| Précipitations (mm)             | 120  | 120  | 100  | 130   | 120 | 190  | 190  | 140  | 90   | 90   | 130  | 150  | 1 570 |
| Nombre de jours avec neige      | 19   | 16   | 18   | 19    | 16  | 9    | 5    | 4    | 6    | 11   | 17   | 19   | 159   |
| Nombre de jours d'orage         | 0    | 0    | 0    | 2     | 5   | 9    | 9    | 6    | 2    | 0    | 0    | 0    | 33    |
| Nombre de jours avec brouillard | 21   | 20   | 22   | 23    | 26  | 25   | 26   | 24   | 21   | 19   | 21   | 21   | 269   |

### Faune et flore
Le Gerlachovský štít étant le point culminant de la chaîne, on y rencontre les cinq étages de végétation présents dans les Hautes Tatras. L'étage collinéen s'étend jusqu'à 900 mètres d'altitude et se compose de forêts plantées d'épicéas qui ont remplacé la forêt de hêtres originelle. Il est suivi d'un étage montagnard entre 900 et 1 550 mètres d'altitude constitué d'épicéas, peu d'arbrisseaux et un fort développement des mousses. L'étage subalpin, entre 1 550 et 1 850 mètres d'altitude, est constitué de pins et de nombreuses herbes. L'étage alpin s'étend entre 1 850 et 2 300 mètres d'altitude où l'on retrouve des prairies d'altitude. Le dernier étage, à partir de 2 300 mètres d'altitude, l'étage subnival abrite une végétation pauvre, avec principalement des lichens. Dans les prairies alpines d'altitude, on ne compte plus que 300 espèces différentes sur l'ensemble des Tatras et seulement 40 sont présentes au-dessus de 2 600 mètres.
On y retrouve toutes les richesses de la faune des Hautes Tatras comme le chamois (Rupicapra rupicapra tatrica), la marmotte (Marmota marmota latirostris), l'ours brun (Ursus arctos), le loup (Canis lupus), le lynx (Lynx lynx), le chat sauvage (Felis silvestris) ou la Vipère péliade (Vipera berus).

## Histoire

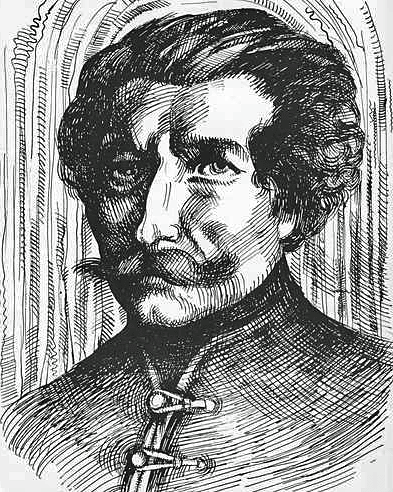
Portrait de Ludwig Greiner.

Le Gerlachovský štít n'a pas toujours été considéré comme le point culminant des Tatras. Après la première campagne officielle de mesure des sommets de la chaîne à l'époque de la monarchie des Habsbourg au XVIIIe siècle, le Kriváň (2 494 m) est perçu comme plus élevé. Le Lomnický štít (2 634 m) et le Ľadový štít (2 627 m) ont également prétendu à cette distinction. La première personne à identifier de façon certaine le Gerlachovský štít comme le point culminant de l'ensemble des Carpates est le forestier Ludwig Greiner, en 1838, par triangulation, avec une erreur de mesure de seulement treize mètres. Ses résultats sont formellement confirmés par une étude de l'armée autrichienne en 1868. Pourtant, ils ne sont généralement validés qu'après la publication d'une nouvelle série de cartes officielles d'Europe centrale par l'Institut géographique militaire de Vienne vers 1875,.
La première ascension confirmée est l'œuvre de Ján Still du village de Nová Lesná en 1834. En 1880, les itinéraires de Velická próba et Batizovská próba ont été sécurisés à l'aide de câbles. La première ascension hivernale a été menée le 15 janvier 1905 par le Polonais Janusz Chmielowski, qui a par ailleurs réalisé la première ascension du Zadný Gerlach en 1895.

## Activités

### Ascension

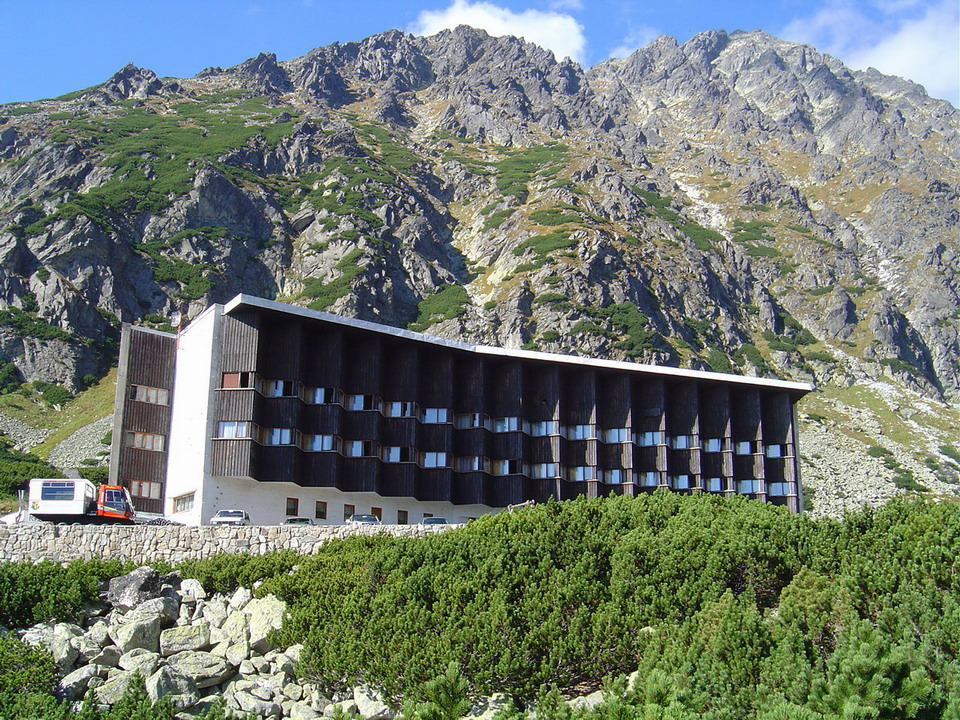
Vue de l'hôtel Sliezsky Dom sous le sommet.

Durant la période de la Première République tchécoslovaque, un sentier balisé en vert était accessible au public, mais pour des raisons de sécurité et de protection environnementale, il est actuellement fermé et seuls les membres d'un club lié à l'Union internationale des associations d'alpinisme (UIAA) ont l'autorisation de gravir le Gerlachovský štít sans être accompagnés d'un guide certifié. Les itinéraires les plus aisés, nommés en fonction de la vallée où ils se trouvent respectivement, sont généralement Velická próba à la montée et Batizovská próba à la descente, qui sont sécurisés à l'aide de câbles. En raison d'une section vertigineuse le long de Velická próba et d'une orientation difficile sur l'arête, tous deux figurent toutefois parmi les itinéraires de randonnée les plus difficiles des Hautes Tatras. En l'absence de neige, les guides touristiques attribuent une cotation entre II et III selon l'échelle UIAA voire moins. Le dénivelé total est d'environ 1 000 mètres pour un départ de l'hôtel Sliezsky Dom et de 1 665 mètres depuis Tatranská Polianka. En hiver, le sommet offre une ascension difficile, avec des passages en escalade et des risques d'avalanches.

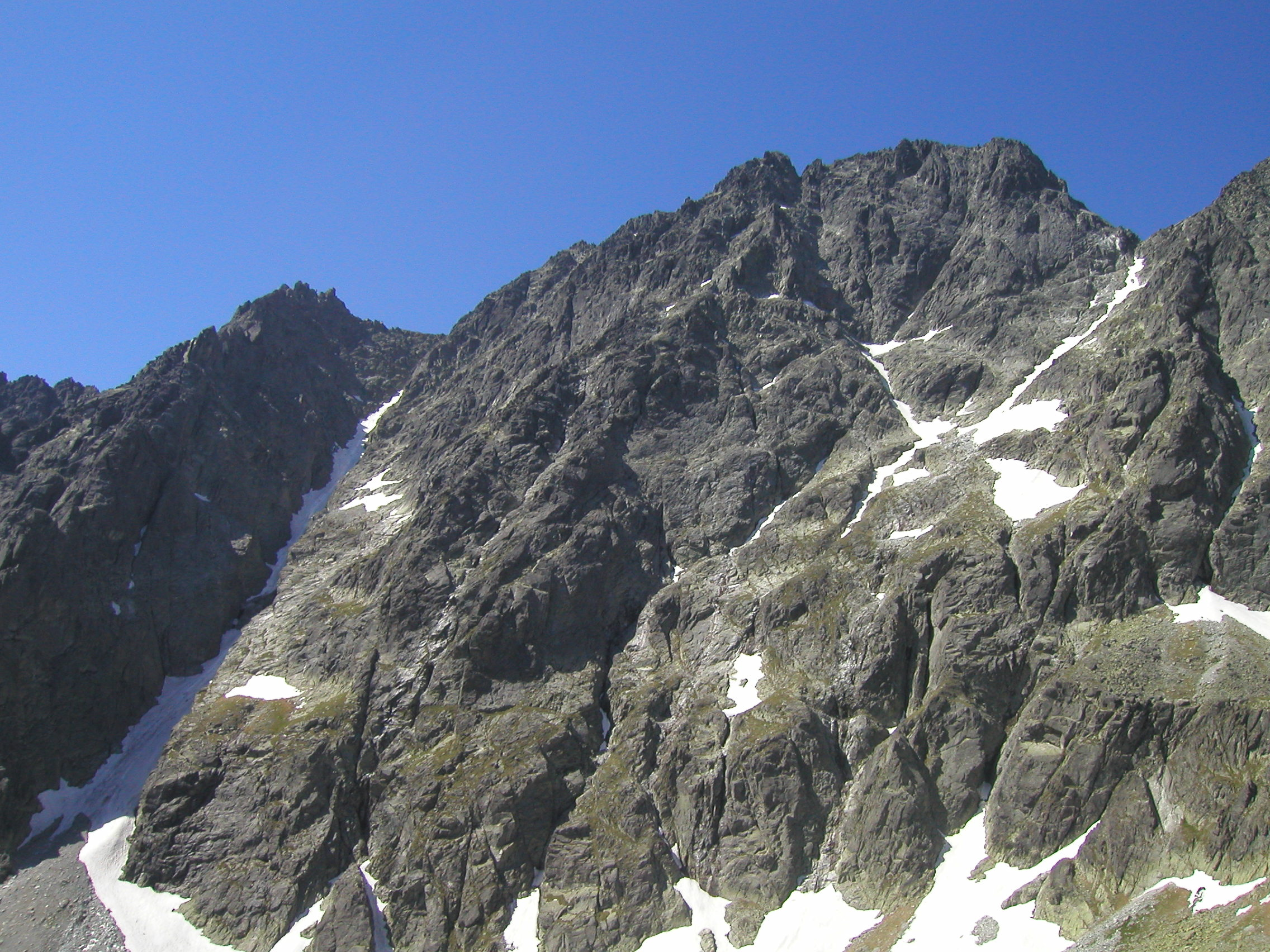
Vue du versant est du Gerlachovský štít depuis la Velická dolina.

Un sentier banalisé part de l'itinéraire balisé vert menant à la vallée de Velická près du rebord méridional du premier plateau (Kvetnica) au-dessus du Sliezsky Dom. Un sentier tout aussi indistinct vers le sommet bifurque au nord-ouest en direction du versant oriental de la montagne, à une altitude d'environ 1 815 mètres ; il est jalonné dans sa partie supérieure par quelques cairns. La descente la plus facile et la plus rapide rejoint la Batizovská próba. Les guides suivent toujours le sens est-ouest afin de limiter les encombrements.
Deux voies populaires comportant plusieurs longueurs en escalade technique se trouvent dans les faces est et sud-ouest. Chacune est exceptionnellement longue et ouverte dans du solide granite. La meilleure saison pour grimper s'étale de mi-septembre à mi-octobre voire jusqu'aux premières chutes de neige, ou de fin juin à début août.

### Protection environnementale
Le Gerlachovský štít est situé dans le parc national slovaque des Tatras. En 1991, les réserves naturelles nationales de Batizovská dolina sur le flanc ouest du Gerlachovský štít et de Velická dolina à l'est ont été créées. Ces deux réserves ont été classées dans une zone de protection du cinquième degré dans laquelle l'organisme de protection, ici l'administration du parc national des Tatras, peut interdire toute forme d'activité humaine,. Ainsi, les randonneurs non accompagnés ou pratiquant le camping peuvent s'exposer à des amendes. De plus, les cairns sont régulièrement démontés pour ne pas détériorer le paysage.